# Louis de La Foye
François Louis Éleonore de La Foye, auch de Lafoye, (* 18. April 1781 in Norolles; † 1. April 1847 in Caen) war ein französischer Naturwissenschaftler.

## Leben
Louis de La Foye entstammte einer französischen Adelsfamilie aus der Normandie, die im Zuge der Französischen Revolution nach Preußen emigrierte. Er war der Sohn des Charles Antoine de la Foye, Seigneur de Norolles († vor 1820), Hauptmann im Régiment de Lorraine, und der Louise Alexandre de la Foye, geb. de Baudran (1762–nach 1820). Er hatte zwei jüngere Brüder, Eugène Charles François (1795–1864) und Adolphe François Julien de la Foye (1798–1880).
In Preußen wurde Louis im Jahr 1800 Fahnenjunker im Regiment Winning. 1803 wurde er Mitglied des Nordsternbundes, einem literarischen Kreis, in den ihn der ebenfalls einer französischen Adelsfamilie entstammende Adelbert von Chamisso einlud. Mit diesem sollte er auch in späteren Jahren noch ausschließlich in deutscher Sprache korrespondieren.
Ende 1804 kehrte de La Foye nach Caen zurück, um seine inzwischen erkrankte Mutter zu unterstützen. Von dort ließ er sein Entlassungsgesuch der preußischen Armee zukommen. In den Folgejahren versuchte er sich an literarischen Übersetzungen, ehe er sich den Naturwissenschaften widmete. 1812 ermunterte er seinen Freund Adelbert von Chamisso zu einer ähnlichen Wendung, wobei sich dieser der Botanik zuwandte.
Am 31. Juli 1811 trat de La Foye eine Stellung als Mathematiklehrer am Collège in Bayeux im Département Calvados an. Seine wissenschaftliche Laufbahn führte ihn später an die naturwissenschaftliche Fakultät der Universität von Caen.
Am 4. Januar 1819 heiratete er Caroline de Sévelinges (1798–1837), die Tochter des Charles François de Sévelinges, Marquis de Brétigny, und der Anne de Sévelingues, geb. Mareschal de Monteclain. Sie hatten eine Tochter Mathilde (* 2. März 1829 in Caen; † 28. Juli 1861 in Guincamps), die am 24. April 1855 in Saint-Malo den Paul de Bois-Delaroche (1822–1883) heiratete.

## Werke
Im Rahmen des Nordsternbundes war er als Autor an Musen-Almanachen beteiligt, namentlich am sogenannten „Grünen Musenalmanach“, den Chamisso und Varnhagen herausgaben.